# Adenophorus haalilioanus
Adenophorus haalilioanus är en stensöteväxtart som först beskrevs av Brackenr., och fick sitt nu gällande namn av K. Wilson. Adenophorus haalilioanus ingår i släktet Adenophorus och familjen Polypodiaceae. Inga underarter finns listade.